# Temporada 1974 de Fórmula 1
La temporada 1974 de Fórmula 1 fue la 25.ª edición del campeonato de Fórmula 1 de la FIA. El calendario estuvo compuesto por 15 Grandes Premios desde enero hasta octubre. Emerson Fittipaldi logró su segundo y último título mundial, mientras que McLaren-Ford, se llevó el campeonato de constructores, el primero de la escudería británica.

## Escuderías y pilotos
La siguiente tabla muestra los pilotos confirmados oficialmente por sus escuderías para el Mundial 1974 de Fórmula 1. 
Por primera vez, se implementó un sistema de numeración fija para todos los pilotos, los cuales fueron agrupados de a pares, dependiendo de la posición que obtuvo su equipo en el Campeonato de Constructores de 1973, sin embargo cada par numérico terminaría quedando fijo, como un identificatorio para cada escudería. Por otra parte, el único par numérico que quedó en calidad de rotativo fue el "1-2", reservado para el piloto campeón y su escudero. Esto a su vez, permitía que al año siguiente el equipo que fichase al campeón permute sus números con el equipo campeón saliente. Este sistema se mantuvo vigente hasta la temporada 1995. Otra particularidad de este sistema fue la supresión del dorsal "13", asociado a la mala suerte.
Es de notar que en este campeonato, el piloto campeón de 1973, Jackie Stewart se había retirado tras lograr su tercer título mundial, pasándose el "1" para el equipo campeón de constructores Team Lotus, siendo pintado en el morro del Lotus 72 de Ronnie Peterson.
Por último y con respecto al ingreso de terceros pilotos por cada escudería, a éstos se les asignaban sus dorsales por orden de debut, siendo números inmediatamente posteriores al de la última escudería calificada.
| Escudería                                                                   | Chasis        | Chasis      | Motor                    | Neu. | N.º | Piloto                | Rondas            |
| --------------------------------------------------------------------------- | ------------- | ----------- | ------------------------ | ---- | --- | --------------------- | ----------------- |
| John Player Team Lotus                                                      | Lotus         | 72E 76      | Ford Cosworth DFV 3.0 V8 | G    | 1   | Ronnie Peterson       | Todas             |
| John Player Team Lotus                                                      | Lotus         | 72E 76      | Ford Cosworth DFV 3.0 V8 | G    | 2   | Jacky Ickx            | Todas             |
| John Player Team Lotus                                                      | Lotus         | 72E 76      | Ford Cosworth DFV 3.0 V8 | G    | 31  | Tim Schenken          | 15                |
| Elf Team Tyrrell                                                            | Tyrrell       | 005 006 007 | Ford Cosworth DFV 3.0 V8 | G    | 3   | Jody Scheckter        | Todas             |
| Elf Team Tyrrell                                                            | Tyrrell       | 005 006 007 | Ford Cosworth DFV 3.0 V8 | G    | 4   | Patrick Depailler     | Todas             |
| Marlboro Team Texaco Yardley Team McLaren                                   | McLaren       | M23         | Ford Cosworth DFV 3.0 V8 | G    | 5   | Emerson Fittipaldi    | Todas             |
| Marlboro Team Texaco Yardley Team McLaren                                   | McLaren       | M23         | Ford Cosworth DFV 3.0 V8 | G    | 6   | Denny Hulme           | Todas             |
| Marlboro Team Texaco Yardley Team McLaren                                   | McLaren       | M23         | Ford Cosworth DFV 3.0 V8 | G    | 33  | Mike Hailwood         | 1–11              |
| Marlboro Team Texaco Yardley Team McLaren                                   | McLaren       | M23         | Ford Cosworth DFV 3.0 V8 | G    | 33  | David Hobbs           | 12–13             |
| Marlboro Team Texaco Yardley Team McLaren                                   | McLaren       | M23         | Ford Cosworth DFV 3.0 V8 | G    | 33  | Jochen Mass           | 14–15             |
| Motor Racing Developments                                                   | Brabham       | BT42 BT44   | Ford Cosworth DFV 3.0 V8 | G    | 7   | Carlos Reutemann      | Todas             |
| Motor Racing Developments                                                   | Brabham       | BT42 BT44   | Ford Cosworth DFV 3.0 V8 | G    | 8   | Richard Robarts       | 1–3               |
| Motor Racing Developments                                                   | Brabham       | BT42 BT44   | Ford Cosworth DFV 3.0 V8 | G    | 8   | Rikky von Opel        | 4–9               |
| Motor Racing Developments                                                   | Brabham       | BT42 BT44   | Ford Cosworth DFV 3.0 V8 | G    | 8   | Carlos Pace           | 10–15             |
| Motor Racing Developments                                                   | Brabham       | BT42 BT44   | Ford Cosworth DFV 3.0 V8 | G    | 34  | Teddy Pilette         | 5                 |
| March Engineering                                                           | March         | 741         | Ford Cosworth DFV 3.0 V8 | G    | 9   | Hans-Joachim Stuck    | 1–6, 8–15         |
| March Engineering                                                           | March         | 741         | Ford Cosworth DFV 3.0 V8 | G    | 9   | Reine Wisell          | 7                 |
| March Engineering                                                           | March         | 741         | Ford Cosworth DFV 3.0 V8 | G    | 10  | Howden Ganley         | 1–2               |
| March Engineering                                                           | March         | 741         | Ford Cosworth DFV 3.0 V8 | G    | 10  | Vittorio Brambilla    | 3–15              |
| Scuderia Ferrari                                                            | Ferrari       | 312B3-74    | Ferrari 001/11 3.0 F12   | G    | 11  | Clay Regazzoni        | Todas             |
| Scuderia Ferrari                                                            | Ferrari       | 312B3-74    | Ferrari 001/11 3.0 F12   | G    | 12  | Niki Lauda            | Todas             |
| Team Motul BRM                                                              | BRM           | P160E P201  | BRM P142 3.0 V12         | F    | 14  | Jean-Pierre Beltoise  | Todas             |
| Team Motul BRM                                                              | BRM           | P160E P201  | BRM P142 3.0 V12         | F    | 15  | Henri Pescarolo       | 1–11, 13          |
| Team Motul BRM                                                              | BRM           | P160E P201  | BRM P142 3.0 V12         | F    | 15  | Chris Amon            | 14–15             |
| Team Motul BRM                                                              | BRM           | P160E P201  | BRM P142 3.0 V12         | F    | 37  | François Migault      | 1–6, 8–11, 13     |
| UOP Shadow Racing Team                                                      | Shadow        | DN1 DN3     | Ford Cosworth DFV 3.0 V8 | G    | 16  | Peter Revson          | 1–2               |
| UOP Shadow Racing Team                                                      | Shadow        | DN1 DN3     | Ford Cosworth DFV 3.0 V8 | G    | 16  | Brian Redman          | 4–6               |
| UOP Shadow Racing Team                                                      | Shadow        | DN1 DN3     | Ford Cosworth DFV 3.0 V8 | G    | 16  | Bertil Roos           | 7                 |
| UOP Shadow Racing Team                                                      | Shadow        | DN1 DN3     | Ford Cosworth DFV 3.0 V8 | G    | 16  | Tom Pryce             | 8–15              |
| UOP Shadow Racing Team                                                      | Shadow        | DN1 DN3     | Ford Cosworth DFV 3.0 V8 | G    | 17  | Jean-Pierre Jarier    | 1–2, 4–15         |
| Team Surtees Bang & Olufsen Team Surtees Memphis International Team Surtees | Surtees       | TS16        | Ford Cosworth DFV 3.0 V8 | F    | 18  | Carlos Pace           | 1–7               |
| Team Surtees Bang & Olufsen Team Surtees Memphis International Team Surtees | Surtees       | TS16        | Ford Cosworth DFV 3.0 V8 | F    | 18  | José Dolhem           | 9, 15             |
| Team Surtees Bang & Olufsen Team Surtees Memphis International Team Surtees | Surtees       | TS16        | Ford Cosworth DFV 3.0 V8 | F    | 18  | Derek Bell            | 10–14             |
| Team Surtees Bang & Olufsen Team Surtees Memphis International Team Surtees | Surtees       | TS16        | Ford Cosworth DFV 3.0 V8 | F    | 19  | Jochen Mass           | 1–11              |
| Team Surtees Bang & Olufsen Team Surtees Memphis International Team Surtees | Surtees       | TS16        | Ford Cosworth DFV 3.0 V8 | F    | 19  | Jean-Pierre Jabouille | 12                |
| Team Surtees Bang & Olufsen Team Surtees Memphis International Team Surtees | Surtees       | TS16        | Ford Cosworth DFV 3.0 V8 | F    | 19  | José Dolhem           | 13                |
| Team Surtees Bang & Olufsen Team Surtees Memphis International Team Surtees | Surtees       | TS16        | Ford Cosworth DFV 3.0 V8 | F    | 19  | Helmuth Koinigg       | 14–15             |
| Team Surtees Bang & Olufsen Team Surtees Memphis International Team Surtees | Surtees       | TS16        | Ford Cosworth DFV 3.0 V8 | F    | 30  | Dieter Quester        | 12                |
| Frank Williams Racing Cars                                                  | Williams      | FW          | Ford Cosworth DFV 3.0 V8 | F    | 20  | Arturo Merzario       | 1–6, 8–15         |
| Frank Williams Racing Cars                                                  | Williams      | FW          | Ford Cosworth DFV 3.0 V8 | F    | 20  | Richard Robarts       | 7                 |
| Frank Williams Racing Cars                                                  | Williams      | FW          | Ford Cosworth DFV 3.0 V8 | F    | 21  | Tom Belsø             | 3–4, 7, 10        |
| Frank Williams Racing Cars                                                  | Williams      | FW          | Ford Cosworth DFV 3.0 V8 | F    | 21  | Gijs van Lennep       | 5, 8              |
| Frank Williams Racing Cars                                                  | Williams      | FW          | Ford Cosworth DFV 3.0 V8 | F    | 21  | Jean-Pierre Jabouille | 9                 |
| Frank Williams Racing Cars                                                  | Williams      | FW          | Ford Cosworth DFV 3.0 V8 | F    | 21  | Jacques Laffite       | 11–15             |
| Team Ensign                                                                 | Ensign        | N174        | Ford Cosworth DFV 3.0 V8 | F    | 22  | Rikky von Opel        | 1                 |
| Team Ensign                                                                 | Ensign        | N174        | Ford Cosworth DFV 3.0 V8 | F    | 22  | Vern Schuppan         | 5–11              |
| Team Ensign                                                                 | Ensign        | N174        | Ford Cosworth DFV 3.0 V8 | F    | 22  | Mike Wilds            | 12–15             |
| Scribante Lucky Strike Racing                                               | McLaren       | M23         | Ford Cosworth DFV 3.0 V8 | G    | 23  | Dave Charlton         | 3                 |
| Trojan-Tauranac Racing                                                      | Trojan        | T103        | Ford Cosworth DFV 3.0 V8 | F    | 23  | Tim Schenken          | 4–6, 8, 10–13     |
| Trojan-Tauranac Racing                                                      | Trojan        | T103        | Ford Cosworth DFV 3.0 V8 | F    | 29  | Tim Schenken          | 4–6, 8, 10–13     |
| Trojan-Tauranac Racing                                                      | Trojan        | T103        | Ford Cosworth DFV 3.0 V8 | F    | 41  | Tim Schenken          | 4–6, 8, 10–13     |
| AAW Racing Team                                                             | Surtees       | TS16        | Ford Cosworth DFV 3.0 V8 | F    | 23  | Leo Kinnunen          | 5, 7, 9–10, 12–13 |
| AAW Racing Team                                                             | Surtees       | TS16        | Ford Cosworth DFV 3.0 V8 | F    | 43  | Leo Kinnunen          | 5, 7, 9–10, 12–13 |
| AAW Racing Team                                                             | Surtees       | TS16        | Ford Cosworth DFV 3.0 V8 | F    | 44  | Leo Kinnunen          | 5, 7, 9–10, 12–13 |
| Hesketh Racing                                                              | March Hesketh | 731 308     | Ford Cosworth DFV 3.0 V8 | F G  | 24  | James Hunt            | Todas             |
| Hesketh Racing                                                              | March Hesketh | 731 308     | Ford Cosworth DFV 3.0 V8 | F G  | 31  | Ian Scheckter         | 12                |
| Maki Engineering                                                            | Maki          | F101        | Ford Cosworth DFV 3.0 V8 | F    | 25  | Howden Ganley         | 10–11             |
| Embassy Racing with Graham Hill                                             | Lola          | T370        | Ford Cosworth DFV 3.0 V8 | F    | 26  | Graham Hill           | Todas             |
| Embassy Racing with Graham Hill                                             | Lola          | T370        | Ford Cosworth DFV 3.0 V8 | F    | 27  | Guy Edwards           | 1–2, 4–9, 11      |
| Embassy Racing with Graham Hill                                             | Lola          | T370        | Ford Cosworth DFV 3.0 V8 | F    | 27  | Peter Gethin          | 10                |
| Embassy Racing with Graham Hill                                             | Lola          | T370        | Ford Cosworth DFV 3.0 V8 | F    | 27  | Rolf Stommelen        | 12–15             |
| John Goldie Racing with Hexagon                                             | Brabham       | BT42 BT44   | Ford Cosworth DFV 3.0 V8 | F    | 28  | John Watson           | Todas             |
| John Goldie Racing with Hexagon                                             | Brabham       | BT42 BT44   | Ford Cosworth DFV 3.0 V8 | F    | 34  | Carlos Pace           | 9                 |
| Team Gunston                                                                | Lotus         | 72E         | Ford Cosworth DFV 3.0 V8 | F    | 30  | Paddy Driver          | 3                 |
| Team Gunston                                                                | Lotus         | 72E         | Ford Cosworth DFV 3.0 V8 | F    | 31  | Ian Scheckter         | 3                 |
| Chris Amon Racing                                                           | Amon          | AF101       | Ford Cosworth DFV 3.0 V8 | F    | 30  | Chris Amon            | 4, 6, 11, 13      |
| Chris Amon Racing                                                           | Amon          | AF101       | Ford Cosworth DFV 3.0 V8 | F    | 30  | Larry Perkins         | 11                |
| Pinch Plant Ltd                                                             | Lyncar-Ford   | 006         | Ford Cosworth DFV 3.0 V8 | F    | 29  | John Nicholson        | 10                |
| Dempster Internacional Racing Team                                          | March         | 731         | Ford Cosworth DFV 3.0 V8 | F    | 35  | Mike Wilds            | 10                |
| Scuderia Finotto                                                            | Brabham       | BT42        | Ford Cosworth DFV 3.0 V8 | F    | 31  | Carlo Facetti         | 13                |
| Scuderia Finotto                                                            | Brabham       | BT42        | Ford Cosworth DFV 3.0 V8 | F    | 32  | Helmuth Koinigg       | 12                |
| Scuderia Finotto                                                            | Brabham       | BT42        | Ford Cosworth DFV 3.0 V8 | F    | 43  | Gérard Larrousse      | 5, 9              |
| Blignaut Embassy Racing                                                     | Tyrrell       | 004         | Ford Cosworth DFV 3.0 V8 | F    | 32  | Eddie Keizan          | 3                 |
| Token Racing                                                                | Token         | RJ02        | Ford Cosworth DFV 3.0 V8 | F    | 32  | Ian Ashley            | 11–12             |
| Token Racing                                                                | Token         | RJ02        | Ford Cosworth DFV 3.0 V8 | F    | 35  | Ian Ashley            | 11–12             |
| Token Racing                                                                | Token         | RJ02        | Ford Cosworth DFV 3.0 V8 | F    | 42  | Tom Pryce             | 5                 |
| Token Racing                                                                | Token         | RJ02        | Ford Cosworth DFV 3.0 V8 | F    | 42  | David Purley          | 10                |
| The Chequered Flag                                                          | Brabham       | BT42        | Ford Cosworth DFV 3.0 V8 | G    | 42  | Ian Ashley            | 14–15             |
| Team Canada F1 Racing                                                       | Brabham       | BT42        | Ford Cosworth DFV 3.0 V8 | G    | 50  | Eppie Wietzes         | 14                |
| Vel's Parnelli Jones Racing                                                 | Parnelli      | VPJ4        | Ford Cosworth DFV 3.0 V8 | F    | 55  | Mario Andretti        | 14–15             |
| Penske Cars                                                                 | Penske        | PC1         | Ford Cosworth DFV 3.0 V8 | G    | 66  | Mark Donohue          | 14–15             |
| Allied Polymer Group                                                        | Brabham       | BT42        | Ford Cosworth DFV 3.0 V8 | G    | 208 | Lella Lombardi        | 10                |

## Resultados
| Carrera                           | Fecha            | Circuito             | Piloto ganador     | Constructor ganador | Resultados |
| --------------------------------- | ---------------- | -------------------- | ------------------ | ------------------- | ---------- |
| Gran Premio de Argentina          | 13 de enero      | Buenos Aires         | Denny Hulme        | McLaren-Ford        | Resultados |
| Gran Premio de Brasil             | 27 de enero      | Interlagos           | Emerson Fittipaldi | McLaren-Ford        | Resultados |
| Gran Premio de Sudáfrica          | 30 de marzo      | Kyalami              | Carlos Reutemann   | Brabham-Ford        | Resultados |
| Gran Premio de España             | 28 de abril      | Jarama               | Niki Lauda         | Ferrari             | Resultados |
| Gran Premio de Bélgica            | 12 de mayo       | Nivelles-Baulers     | Emerson Fittipaldi | McLaren-Ford        | Resultados |
| Gran Premio de Mónaco             | 26 de mayo       | Mónaco               | Ronnie Peterson    | Lotus-Ford          | Resultados |
| Gran Premio de Suecia             | 9 de junio       | Scandinavian Raceway | Jody Scheckter     | Tyrrell-Ford        | Resultados |
| Gran Premio de los Países Bajos   | 23 de junio      | Zandvoort            | Niki Lauda         | Ferrari             | Resultados |
| Gran Premio de Francia            | 7 de julio       | Dijon-Prenois        | Ronnie Peterson    | Lotus-Ford          | Resultados |
| Gran Premio de Gran Bretaña       | 20 de julio      | Brands Hatch         | Jody Scheckter     | Tyrrell-Ford        | Resultados |
| Gran Premio de Alemania           | 4 de agosto      | Nürburgring          | Clay Regazzoni     | Ferrari             | Resultados |
| Gran Premio de Austria            | 18 de agosto     | Österreichring       | Carlos Reutemann   | Brabham-Ford        | Resultados |
| Gran Premio de Italia             | 8 de septiembre  | Monza                | Ronnie Peterson    | Lotus-Ford          | Resultados |
| Gran Premio de Canadá             | 22 de septiembre | Mosport Park         | Emerson Fittipaldi | McLaren-Ford        | Resultados |
| Gran Premio de los Estados Unidos | 6 de octubre     | Watkins Glen         | Carlos Reutemann   | Brabham-Ford        | Resultados |

## Clasificaciones

### Sistema de puntuación
- Puntuaban los seis primeros de cada carrera.
- Para la cuenta final del campeonato solamente se contaron los siete mejores resultados de las ocho primeras carreras e igualmente los mejores seis de las siete restantes.
- Para el campeonato de constructores, sumaba el mejor clasificado, aunque sea equipo privado.

| Posición | 1.º | 2.º | 3.º | 4.º | 5.º | 6.º |
| Puntos   | 9   | 6   | 4   | 3   | 2   | 1   |

### Campeonato de Pilotos
| Pos. | Piloto                | ARG | BRA | RSA | ESP | BEL | MON | SWE | NED | FRA | GBR | GER | AUT | ITA | CAN | USA | Puntos |
| ---- | --------------------- | --- | --- | --- | --- | --- | --- | --- | --- | --- | --- | --- | --- | --- | --- | --- | ------ |
| 1    | Emerson Fittipaldi    | 10  | 1   | 7   | 3   | 1   | 5   | 4   | 3   | Ret | 2   | Ret | Ret | 2   | 1   | 4   | 55     |
| 2    | Clay Regazzoni        | 3   | 2   | Ret | 2   | 4   | 4   | Ret | 2   | 3   | 4   | 1   | 5   | Ret | 2   | 11  | 52     |
| 3    | Jody Scheckter        | Ret | 13  | 8   | 5   | 3   | 2   | 1   | 5   | 4   | 1   | 2   | Ret | 3   | Ret | Ret | 45     |
| 4    | Niki Lauda            | 2   | Ret | 16  | 1   | 2   | Ret | Ret | 1   | 2   | 5   | Ret | Ret | Ret | Ret | Ret | 38     |
| 5    | Ronnie Peterson       | 13  | 6   | Ret | Ret | Ret | 1   | Ret | 8   | 1   | 10  | 4   | Ret | 1   | 3   | Ret | 35     |
| 6    | Carlos Reutemann      | 7   | 7   | 1   | Ret | Ret | Ret | Ret | 12  | Ret | 6   | 3   | 1   | Ret | 9   | 1   | 32     |
| 7    | Denny Hulme           | 1   | 12  | 9   | 6   | 6   | Ret | Ret | Ret | 6   | 7   | DSQ | 2   | 6   | 6   | Ret | 20     |
| 8    | James Hunt            | Ret | 9   | Ret | 10  | Ret | Ret | 3   | Ret | Ret | Ret | Ret | 3   | Ret | 4   | 3   | 15     |
| 9    | Patrick Depailler     | 6   | 8   | 4   | 8   | Ret | 9   | 2   | 6   | 8   | Ret | Ret | Ret | 11  | 5   | 6   | 14     |
| 10   | Jacky Ickx            | Ret | 3   | Ret | Ret | Ret | Ret | Ret | 11  | 5   | 3   | 5   | Ret | Ret | 13  | Ret | 12     |
| =    | Mike Hailwood         | 4   | 5   | 3   | 9   | 7   | Ret | Ret | 4   | 7   | Ret | 15  |     |     |     |     | 12     |
| 12   | Carlos Pace           | Ret | 4   | 11  | 13  | Ret | Ret | Ret |     | DNQ | 9   | 12  | Ret | 5   | 8   | 2   | 11     |
| 13   | Jean-Pierre Beltoise  | 5   | 10  | 2   | Ret | 5   | Ret | Ret | Ret | 10  | 12  | Ret | Ret | Ret | NC  | DNQ | 10     |
| 14   | Jean-Pierre Jarier    | Ret | Ret |     | Ret | 13  | 3   | 5   | Ret | 12  | Ret | 8   | 8   | Ret | Ret | 10  | 6      |
| =    | John Watson           | 12  | Ret | Ret | 11  | 11  | 6   | 11  | 7   | 16  | 11  | Ret | 4   | 7   | Ret | 5   | 6      |
| 16   | Hans-Joachim Stuck    | Ret | Ret | 5   | 4   | Ret | Ret |     | Ret | DNQ | Ret | 7   | 11  | Ret | Ret | DNQ | 5      |
| 17   | Arturo Merzario       | Ret | Ret | 6   | Ret | Ret | Ret | DNS | Ret | 9   | Ret | Ret | Ret | 4   | Ret | Ret | 4      |
| 18   | Graham Hill           | Ret | 11  | 12  | Ret | 8   | 7   | 6   | Ret | 13  | 13  | 9   | 12  | 8   | 14  | 8   | 1      |
| =    | Tom Pryce             |     |     |     |     | Ret |     |     | Ret | Ret | 8   | 6   | Ret | 10  | Ret | NC  | 1      |
| =    | Vittorio Brambilla    |     |     | 10  | DNS | 9   | Ret | 10  | 10  | 11  | Ret | 13  | 6   | Ret | DNQ | Ret | 1      |
| NC   | Guy Edwards           | 11  | Ret |     | DNQ | 12  | 8   | 7   | Ret | 15  | DNQ | DNQ |     |     |     |     | 0      |
| NC   | David Hobbs           |     |     |     |     |     |     |     |     |     |     |     | 7   | 9   |     |     | 0      |
| NC   | Jochen Mass           | Ret | 17  | Ret | Ret | Ret |     | Ret | Ret | Ret | 14  | Ret |     |     | 16  | 7   | 0      |
| NC   | Brian Redman          |     |     |     | 7   | 18  | Ret |     |     |     |     |     |     |     |     |     | 0      |
| NC   | Mario Andretti        |     |     |     |     |     |     |     |     |     |     |     |     |     | 7   | DSQ | 0      |
| NC   | Howden Ganley         | 8   | Ret |     |     |     |     |     |     |     | DNQ | DNQ |     |     |     |     | 0      |
| NC   | Tom Belsø             |     |     | Ret | DNQ |     |     | 8   |     |     | DNQ |     |     |     |     |     | 0      |
| NC   | Rikky von Opel        | DNS |     |     | Ret | Ret | DNQ | 9   | 9   | DNQ |     |     |     |     |     |     | 0      |
| NC   | Henri Pescarolo       | 9   | 14  | 18  | 12  | Ret | Ret | Ret | Ret | Ret | Ret | 10  |     | Ret |     |     | 0      |
| NC   | Chris Amon            |     |     |     | Ret |     | DNS |     |     |     |     | DNQ |     | DNQ | NC  | 9   | 0      |
| NC   | Dieter Quester        |     |     |     |     |     |     |     |     |     |     |     | 9   |     |     |     | 0      |
| NC   | Tim Schenken          |     |     |     | 14  | 10  | Ret |     | DNQ |     | Ret | DNQ | 10  | Ret |     | DSQ | 0      |
| NC   | Helmuth Koinigg       |     |     |     |     |     |     |     |     |     |     |     | DNQ |     | 10  | Ret | 0      |
| NC   | Rolf Stommelen        |     |     |     |     |     |     |     |     |     |     |     | Ret | Ret | 11  | 12  | 0      |
| NC   | Derek Bell            |     |     |     |     |     |     |     |     |     | DNQ | 11  | DNQ | DNQ | DNQ |     | 0      |
| NC   | Mark Donohue          |     |     |     |     |     |     |     |     |     |     |     |     |     | 12  | Ret | 0      |
| NC   | Ian Scheckter         |     |     | 13  |     |     |     |     |     |     |     |     | DNQ |     |     |     | 0      |
| NC   | François Migault      | Ret | 16  | 15  | Ret | 16  | Ret |     | Ret | 14  | NC  | DNQ |     | Ret |     |     | 0      |
| NC   | Ian Ashley            |     |     |     |     |     |     |     |     |     |     | 14  | NC  |     | DNQ | DNQ | 0      |
| NC   | Gijs van Lennep       |     |     |     |     | 14  |     |     | DNQ |     |     |     |     |     |     |     | 0      |
| NC   | Eddie Keizan          |     |     | 14  |     |     |     |     |     |     |     |     |     |     |     |     | 0      |
| NC   | Richard Robarts       | Ret | 15  | 17  |     |     |     | DNS |     |     |     |     |     |     |     |     | 0      |
| NC   | Vern Schuppan         |     |     |     |     | 15  | Ret | DSQ | DSQ | DNQ | DNQ | Ret |     |     |     |     | 0      |
| NC   | Jacques Laffite       |     |     |     |     |     |     |     |     |     |     | Ret | NC  | Ret | 15  | Ret | 0      |
| NC   | Teddy Pilette         |     |     |     |     | 17  |     |     |     |     |     |     |     |     |     |     | 0      |
| NC   | Dave Charlton         |     |     | 19  |     |     |     |     |     |     |     |     |     |     |     |     | 0      |
| NC   | Peter Revson          | Ret | Ret |     |     |     |     |     |     |     |     |     |     |     |     |     | 0      |
| NC   | Leo Kinnunen          |     |     |     |     | DNQ |     | Ret |     | DNQ | DNQ |     | DNQ | DNQ |     |     | 0      |
| NC   | Mike Wilds            |     |     |     |     |     |     |     |     |     | DNQ |     | DNQ | DNQ | DNQ | NC  | 0      |
| NC   | Gérard Larrousse      |     |     |     |     | Ret |     |     |     | DNQ |     |     |     |     |     |     | 0      |
| NC   | Paddy Driver          |     |     | Ret |     |     |     |     |     |     |     |     |     |     |     |     | 0      |
| NC   | Reine Wisell          |     |     |     |     |     |     | Ret |     |     |     |     |     |     |     |     | 0      |
| NC   | Bertil Roos           |     |     |     |     |     |     | Ret |     |     |     |     |     |     |     |     | 0      |
| NC   | Peter Gethin          |     |     |     |     |     |     |     |     |     | Ret |     |     |     |     |     | 0      |
| NC   | Eppie Wietzes         |     |     |     |     |     |     |     |     |     |     |     |     |     | Ret |     | 0      |
| NC   | José Dolhem           |     |     |     |     |     |     |     |     | DNQ |     |     |     | DNQ |     | Ret | 0      |
| NC   | Jean-Pierre Jabouille |     |     |     |     |     |     |     |     | DNQ |     |     | DNQ |     |     |     | 0      |
| NC   | David Purley          |     |     |     |     |     |     |     |     |     | DNQ |     |     |     |     |     | 0      |
| NC   | Lella Lombardi        |     |     |     |     |     |     |     |     |     | DNQ |     |     |     |     |     | 0      |
| NC   | John Nicholson        |     |     |     |     |     |     |     |     |     | DNQ |     |     |     |     |     | 0      |
| NC   | Larry Perkins         |     |     |     |     |     |     |     |     |     |     | DNQ |     |     |     |     | 0      |
| NC   | Carlo Facetti         |     |     |     |     |     |     |     |     |     |     |     |     | DNQ |     |     | 0      |
| Pos. | Piloto                | ARG | BRA | RSA | ESP | BEL | MON | SWE | NED | FRA | GBR | GER | AUT | ITA | CAN | USA | Puntos |

| Color      | Resultado                          |
| ---------- | ---------------------------------- |
| Oro        | Ganador                            |
| Plata      | 2.º puesto                         |
| Bronce     | 3.er puesto                        |
| Verde      | Finalizó en los puntos             |
| Azul       | Finalizó sin puntos                |
| Azul       | NC - No clasificado                |
| Violeta    | Ret - No terminó                   |
| Rojo       | DNQ - No se clasificó              |
| Rojo       | DNPQ - No se preclasificó          |
| Negro      | DSQ - Descalificado                |
| Blanco     | DNS - No empezó                    |
| Blanco     | WD - Retirado                      |
| Blanco     | C - Carrera cancelada              |
| Azul claro | TD - Entrenamientos libres (2003-) |
| Sin color  | DNP - Inscrito, pero no participó  |
| Sin color  | INJ - Inscrito, pero lesionado     |
| Sin color  | EX - Excluido                      |

| Estado  | Resultado                                                                             |
| ------- | ------------------------------------------------------------------------------------- |
| Negrita | Pole position                                                                         |
| Cursiva | Vuelta rápida                                                                         |
| 1-8     | Posiciones puntuables de clasificación sprint (2021-)                                 |
| †       | No acabó el Gran Premio, pero fue clasificado ya que completó el porcentaje necesario |
| ‡       | Monoplaza compartido                                                                  |
| ~       | Se otorgó la mitad de puntos ya que no se cumplió con el 75% de la carrera            |
| ≠       | No obtuvo puntos ya que era piloto invitado                                           |
| F2      | Inscrito para carrera de Fórmula 2, no sumaba puntos                                  |

### Estadísticas del Campeonato de Pilotos
| Pos. | Piloto                | N.º | País          | Puntos | Victorias | Podios | Poles |
| ---- | --------------------- | --- | ------------- | ------ | --------- | ------ | ----- |
| 1    | Emerson Fittipaldi    | 5   | Brasil        | 55     | 3         | 7      | 2     |
| 2    | Clay Regazzoni        | 11  | Suiza         | 52     | 1         | 7      | 1     |
| 3    | Jody Scheckter        | 3   | Sudáfrica     | 45     | 2         | 6      |       |
| 4    | Niki Lauda            | 12  | Austria       | 38     | 2         | 5      | 9     |
| 5    | Ronnie Peterson       | 1   | Suecia        | 35     | 3         | 4      | 1     |
| 6    | Carlos Reutemann      | 7   | Argentina     | 32     | 3         | 4      | 1     |
| 7    | Denny Hulme           | 6   | Nueva Zelanda | 20     | 1         | 2      |       |
| 8    | James Hunt            | 24  | Reino Unido   | 15     |           | 3      |       |
| 9    | Patrick Depailler     | 4   | Francia       | 14     |           | 1      | 1     |
| 10   | Jacky Ickx            | 2   | Bélgica       | 12     |           | 2      |       |
| 11   | Mike Hailwood         | 33  | Reino Unido   | 12     |           | 1      |       |
| 12   | Carlos Pace           | 8   | Brasil        | 11     |           | 1      |       |
| 13   | Jean Pierre Beltoise  | 14  | Francia       | 10     |           | 1      |       |
| 14   | Jean-Pierre Jarier    | 17  | Francia       | 6      |           | 1      |       |
| 15   | John Watson           | 28  | Reino Unido   | 6      |           |        |       |
| 16   | Hans-Joachim Stuck    | 9   | Alemania      | 5      |           |        |       |
| 17   | Arturo Merzario       | 20  | Italia        | 4      |           |        |       |
| 18   | Tom Pryce             | 16  | Reino Unido   | 1      |           |        |       |
| 19   | Graham Hill           | 26  | Reino Unido   | 1      |           |        |       |
| 20   | Vittorio Brambilla    | 10  | Italia        | 1      |           |        |       |
| NC   | Larry Perkins         | 30  | Australia     |        |           |        |       |
| NC   | Lella Lombardi        | 208 | Italia        |        |           |        |       |
| NC   | Jose Dolhem           | 18  | Francia       |        |           |        |       |
| NC   | Leo Kinnunen          | 43  | Finlandia     |        |           |        |       |
| NC   | Mario Andretti        | 55  | EE. UU.       |        |           |        |       |
| NC   | Mark Donohue          | 66  | EE. UU.       |        |           |        |       |
| NC   | Mike Wilds            | 22  | Reino Unido   |        |           |        |       |
| NC   | Peter Gethin          | 27  | Reino Unido   |        |           |        |       |
| NC   | Peter Revson          | 16  | EE. UU.       |        |           |        |       |
| NC   | Reine Wisell          | 9   | Suecia        |        |           |        |       |
| NC   | Richard Robarts       | 8   | Reino Unido   |        |           |        |       |
| NC   | Rikky von Opel        | 8   | Liechtenstein |        |           |        |       |
| NC   | Rolf Stommelen        | 27  | Alemania      |        |           |        |       |
| NC   | Tim Schenken          | 31  | Australia     |        |           |        |       |
| NC   | Tom Belsø             | 21  | Dinamarca     |        |           |        |       |
| NC   | Vern Schuppan         | 22  | Australia     |        |           |        |       |
| NC   | Paddy Driver          | 30  | Sudáfrica     |        |           |        |       |
| NC   | Eppie Wietzes         | 50  | Canadá        |        |           |        |       |
| NC   | Teddy Pilette         | 34  | Bélgica       |        |           |        |       |
| NC   | Brian Redman          | 16  | Reino Unido   |        |           |        |       |
| NC   | Carlo Facetti         | 31  | Italia        |        |           |        |       |
| NC   | Chris Amon            | 15  | Nueva Zelanda |        |           |        |       |
| NC   | Dave Charlton         | 23  | Sudáfrica     |        |           |        |       |
| NC   | David Hobbs           | 33  | Reino Unido   |        |           |        |       |
| NC   | David Purley          | 42  | Reino Unido   |        |           |        |       |
| NC   | Bertil Roos           | 16  | Suecia        |        |           |        |       |
| NC   | Derek Bell            | 18  | Reino Unido   |        |           |        |       |
| NC   | John Nicholson        | 29  | Nueva Zelanda |        |           |        |       |
| NC   | Eddie Keizan          | 32  | Sudáfrica     |        |           |        |       |
| NC   | Howden Ganley         | 25  | Nueva Zelanda |        |           |        |       |
| NC   | Jochen Mass           | 33  | Alemania      |        |           |        |       |
| NC   | Jean-Pierre Jabouille | 19  | Francia       |        |           |        |       |
| NC   | Jacques Laffite       | 21  | Francia       |        |           |        |       |
| NC   | Ian Scheckter         | 31  | Sudáfrica     |        |           |        |       |
| NC   | Dieter Quester        | 30  | Austria       |        |           |        |       |
| NC   | Ian Ashley            | 42  | Reino Unido   |        |           |        |       |
| NC   | François Migault      | 37  | Francia       |        |           |        |       |
| NC   | Henri Pescarolo       | 15  | Francia       |        |           |        |       |
| NC   | Helmuth Koinigg       | 19  | Austria       |        |           |        |       |
| NC   | Guy Edwards           | 27  | Reino Unido   |        |           |        |       |
| NC   | Gijs van Lennep       | 21  | Países Bajos  |        |           |        |       |
| NC   | Gérard Larrousse      | 43  | Francia       |        |           |        |       |

### Campeonato de Constructores
| Pos. | Constructor       | ARG | BRA | RSA | ESP | BEL | MON | SWE | NED | FRA | GBR | GER | AUT | ITA | CAN | USA | Puntos  |
| ---- | ----------------- | --- | --- | --- | --- | --- | --- | --- | --- | --- | --- | --- | --- | --- | --- | --- | ------- |
| 1    | McLaren-Ford      | 1   | 1   | 3   | 3   | 1   | (5) | 4   | 3   | 6   | 2   | 15  | 2   | 2   | 1   | 4   | 73 (75) |
| 2    | Ferrari           | 2   | 2   | 16  | 1   | 2   | 4   | Ret | 1   | 2   | 4   | 1   | 5   | Ret | 2   | 11  | 65      |
| 3    | Tyrrell-Ford      | 6   | 8   | 4   | 5   | 3   | 2   | 1   | 5   | 4   | 1   | 2   | Ret | 3   | 5   | 6   | 52      |
| 4    | Lotus-Ford        | 13  | 3   | 13  | Ret | Ret | 1   | Ret | 8   | 1   | 3   | 4   | Ret | 1   | 3   | Ret | 42      |
| 5    | Brabham-Ford      | 7   | 7   | 1   | 11  | 11  | 6   | 9   | 7   | 16  | 6   | 3   | 1   | 5   | 8   | 1   | 35      |
| 6    | Hesketh-Ford      |     |     | Ret | 10  | Ret | Ret | 3   | Ret | Ret | Ret | Ret | 3   | Ret | 4   | 3   | 15      |
| 7    | BRM               | 5   | 10  | 2   | 12  | 5   | Ret | Ret | Ret | 10  | 12  | 10  | Ret | Ret | NC  | 9   | 10      |
| 8    | Shadow-Ford       | Ret | Ret | WD  | 7   | 13  | 3   | 5   | Ret | 12  | 8   | 6   | 8   | 10  | Ret | 10  | 7       |
| 9    | March-Ford        | 8   | 9   | 5   | 4   | 9   | Ret | 10  | 10  | 11  | Ret | 7   | 6   | Ret | Ret | Ret | 6       |
| 10   | Iso-Marlboro-Ford | Ret | Ret | 6   | Ret | 14  | Ret | 8   | Ret | 9   | Ret | Ret | NC  | 4   | 15  | Ret | 4       |
| 11   | Surtees-Ford      | Ret | 4   | 11  | 13  | Ret | Ret | Ret | Ret | Ret | 14  | 11  | 9   | DNQ | 10  | Ret | 3       |
| 12   | Lola-Ford         | 11  | 11  | 12  | Ret | 8   | 7   | 6   | Ret | 13  | 13  | 9   | 12  | 8   | 11  | 8   | 1       |
| NC   | Parnelli-Ford     |     |     |     |     |     |     |     |     |     |     |     |     |     | 7   | DSQ | 0       |
| NC   | Trojan-Ford       |     |     |     | 14  | 10  | Ret |     | DNQ |     | Ret | DNQ | 10  | Ret |     |     | 0       |
| NC   | Penske-Ford       |     |     |     |     |     |     |     |     |     |     |     |     |     | 12  | Ret | 0       |
| NC   | Token-Ford        |     |     |     |     | Ret |     |     |     |     | DNQ | 14  | NC  |     |     |     | 0       |
| NC   | Ensign-Ford       | DNS |     |     |     | 15  | Ret | DSQ | DSQ | DNQ | DNQ | Ret | DNQ | DNQ | DNQ | NC  | 0       |
| NC   | Amon-Ford         |     |     |     | Ret |     | DNS |     |     |     |     | DNQ |     | DNQ |     |     | 0       |
| NC   | Maki-Ford         |     |     |     |     |     |     |     |     |     | DNQ | DNQ |     |     |     |     | 0       |
| NC   | Lyncar-Ford       |     |     |     |     |     |     |     |     |     | DNQ |     |     |     |     |     | 0       |
| Pos. | Constructor       | ARG | BRA | RSA | ESP | BEL | MON | SWE | NED | FRA | GBR | GER | AUT | ITA | CAN | USA | Puntos  |

| Color      | Resultado                          |
| ---------- | ---------------------------------- |
| Oro        | Ganador                            |
| Plata      | 2.º puesto                         |
| Bronce     | 3.er puesto                        |
| Verde      | Finalizó en los puntos             |
| Azul       | Finalizó sin puntos                |
| Azul       | NC - No clasificado                |
| Violeta    | Ret - No terminó                   |
| Rojo       | DNQ - No se clasificó              |
| Rojo       | DNPQ - No se preclasificó          |
| Negro      | DSQ - Descalificado                |
| Blanco     | DNS - No empezó                    |
| Blanco     | WD - Retirado                      |
| Blanco     | C - Carrera cancelada              |
| Azul claro | TD - Entrenamientos libres (2003-) |
| Sin color  | DNP - Inscrito, pero no participó  |
| Sin color  | INJ - Inscrito, pero lesionado     |
| Sin color  | EX - Excluido                      |

| Estado  | Resultado                                                                             |
| ------- | ------------------------------------------------------------------------------------- |
| Negrita | Pole position                                                                         |
| Cursiva | Vuelta rápida                                                                         |
| 1-8     | Posiciones puntuables de clasificación sprint (2021-)                                 |
| †       | No acabó el Gran Premio, pero fue clasificado ya que completó el porcentaje necesario |
| ‡       | Monoplaza compartido                                                                  |
| ~       | Se otorgó la mitad de puntos ya que no se cumplió con el 75% de la carrera            |
| ≠       | No obtuvo puntos ya que era piloto invitado                                           |
| F2      | Inscrito para carrera de Fórmula 2, no sumaba puntos                                  |

### Estadísticas del Campeonato de Constructores
| Pos. | Constructor       | Puntos  | Victorias | Podios | Poles |
| ---- | ----------------- | ------- | --------- | ------ | ----- |
| 1    | McLaren-Ford      | 73 (75) | 4         | 10     | 2     |
| 2    | Ferrari           | 65      | 3         | 12     | 10    |
| 3    | Tyrrell-Ford      | 52      | 2         | 7      | 1     |
| 4    | Lotus-Ford        | 42      | 3         | 6      | 1     |
| 5    | Brabham-Ford      | 35      | 3         | 5      | 1     |
| 6    | Hesketh-Ford      | 15      |           | 3      |       |
| 7    | BRM               | 10      |           | 1      |       |
| 8    | Shadow-Ford       | 7       |           | 1      |       |
| 9    | March-Ford        | 6       |           |        |       |
| 10   | Iso-Marlboro-Ford | 4       |           |        |       |
| 11   | Surtees-Ford      | 3       |           |        |       |
| 12   | Lola-Ford         | 1       |           |        |       |
| NC   | Token-Ford        |         |           |        |       |
| NC   | Trojan-Ford       |         |           |        |       |
| NC   | Penske-Ford       |         |           |        |       |
| NC   | Parnelli-Ford     |         |           |        |       |
| NC   | Lyncar-Ford       |         |           |        |       |
| NC   | Ensign-Ford       |         |           |        |       |
| NC   | Amon-Ford         |         |           |        |       |
| NC   | Maki-Ford         |         |           |        |       |

## Carreras fuera del campeonato
En 1974 se realizaron tres carreras de Fórmula 1 no puntuables para el campeonato mundial.
| Carrera                              | Circuito     | Fecha        | Piloto ganador     | Constructor ganador | Resultados |
| ------------------------------------ | ------------ | ------------ | ------------------ | ------------------- | ---------- |
| Gran Premio Presidente Emilio Medici | Brasília     | 3 de febrero | Emerson Fittipaldi | McLaren-Cosworth    | Resultados |
| Carrera de Campeones                 | Brands Hatch | 17 de marzo  | Jacky Ickx         | Lotus-Cosworth      | Resultados |
| BRDC International Trophy            | Silverstone  | 7 de abril   | James Hunt         | Hesketh-Cosworth    | Resultados |